# Patience Torlowei
Patience Torlowei, née le 24 juillet 1964, est une créatrice de mode nigériane. Elle est la créatrice de la robe Esther, première pièce de couture à rejoindre la collection permanente du Smithsonian Institution's National Museum of African Art.  

## Biographie

### Enfance, formation et débuts
Patience Torlowei est née en 1964 à Enugu de parents Ijaw. Elle est diplômée de la faculté des arts et technologies textiles du Yaba College of Technology. Elle s'installe en Belgique en 1989, pendant une vingtaine d’années, puis revient au Nigeria. En tant que styliste, elle crée des vêtements de mariée, de la lingerie et du prêt-à-porter. Elle lance sa ligne de vêtements puis de lingerie, Patience Please, dans la deuxième partie des années 2000,,.

### Carrière et notoriété
Une robe conçue par Patience Torlowei, Esther, est détenue par le Musée national d'Art africain (NMAA) à Washington ; il s'agit de la première pièce à entrer dans la collection du musée. Elle représente des scènes d'extraction de pétrole et de diamants, ainsi que des scènes de guerre, et est composée de divers matériaux, dont un tissu en or,. Cette pièce avait déjà été présentée lors d'un défilé de mode au musée en 2014. Cette création de Patience Torlowei a fait partie de l'exposition I Am... Contemporary Women Artists of Africa, organisée en 2019 au NMAA,.